# Carski tank
Carski tank (rusko Царь-танк) (tudi Netopir (Нетопырь), Leteča miš (Летучая мышь) in Tank Lebedenka (Танк Лебеденко)) je bil ruski prototipni tank izdelan v obdobju prve svetovne vojne.

## Zgodovina tanka
Inženir N. Lebedenko se je leta 1914 odzval na razpis ruske vojske za tank, ki bi metal bombe in tehtal približno 40 ton. N. Lebedenko je delal v zasebnem laboratoriju. Zadal si je cilj, da bo naredil tank, ki bo z lahkoto prešel vse ovire. Pri projektu so mu pomagali tudi N. Žukovski, B. Stechkin in A. Mikulin. Leta 1915 so narejeni prototip začeli testirati na poligonu. Testiranje se je ustavilo, ko je tank zapeljal na mehka tla. Kolo se je zapičlo v tla, motorja pa ju nista bila sposobna izvleči iz luknje. Leta 1916 je bil narejen tudi boljši motor vendar se je financiranje projekta ustavilo. To je bil največji prototip vseh časov. Prototip tega tanka je bil uničen leta 1923.